# Vairengte
Vairengte is een census town in het district Kolasib van de Indiase staat Mizoram. 

## Demografie
Volgens de Indiase volkstelling van 2001 wonen er 7687 mensen in Vairengte, waarvan 55% mannelijk en 45% vrouwelijk is. De plaats heeft een alfabetiseringsgraad van 79%. 